# Птолемејско краљевство
Птолемејско краљевство је хеленистичка држава која је обухватала територију данашњег Египта, а на врхунцу моћи и Левант, делове данашње Либије, Мале Азије, Арабије и Грчке. Државом је владала династија Птолемеја коју је основао Птолемеј I Сотер након смрти Александра Великог 323. године пре нове ере, а која је окончана смрћу Клеопатре и римским присвајањем Египта као провинције 30. године пре нове ере.
Птолемејско краљевство је основао Птолемеј I Сотер, дијадох пореклом из Македоније који је, када се 305. године пре нове ере прогласио за фараона Египта, основао моћну македонску династију која је владала територијом од Сирије до Кирне, од Медитерана до Нубије. Неки научници сматрају да је краљевство основано 304. године п. н. е. услед разлике у календару: Птолемеј је био крунисан 304. године п. н. е. по египатском календару, али 305. године по македонском календару; да би се ове несугласице решиле, година 305/304 се наводи као прва година Птолемејског краљевства у демотским папирусима.
Александрија, грчки полис који је основао Александар Велики, је постала престоница и главни центар трговине и грчке културе. Да би били признати као владари, Птолемеји су се проглашавали за фараоне и преузели дужност фараона да одржавају маат. Такође су преузели и египатску владарску традицију да склапања бракова са рођацима како налаже мит о Озирису, на јавним споменицима су били приказивани у египатској ношњи и учествовали су у египатској религијској пракси. Током овог периода је дошло до различитих ратова са другим државама, али и до грађанских ратова што је довело до тога да држава све више слаби да би на крају била анексирана као римска провинција. Међутим, чак и након римског освајања, хеленска култура је наставила да цвета у Египту услед Римског царства и Византије који су је баштинили.

## Историја
Птолемејска владавина је један од најбоље документованих периода Хеленистичке ере; огроман број папируса на коине грчком и египатском који сведоче о овом периоду су пронађени у Египту током векова.

### Позадина
Александар Велики, краљ античке Македоније, је 332. године освојио Египат који је тада био део Ахеменидског царства којим је владао Артаксеркс III. Александар је током свог боравка у држави посетио Мемфис и отишао је у пророчиште Амона у Сиви где је проглашен за сина Амона.
Александар је показао велико поштовање према Египћанима и њиховој религији, али је на високе државне положаје постављао Македонце и основао је нови грчки град, Александрију, који ће послужити као престоница. Египат је напустио 331. године како би наставио своје походе и више се никада није вратио.

### Оснивање
Након Александрове смрти у Вавилону 323. године, долази до кризе међу његовим генералима ко ће га наследити. Пердика је првобитно владао краљевством као регент Александровог полубрада Филипа III Аридеја, а касније као регент Филипа III и Александровог сина Александра IV Македонског који још није био рођен у тренутнку очеве смрти. Перидика је поставио Птолемеја I Сотера, једног од Александрових најближих пријатеља, за сатрапа Египта. Птолемеј је владао од 323. године пре нове ере, прво у име Филипа III и Александра IV, али распадом Алекандровог краљевства се поставља као самостални владар Египта. Птолемеј је одбранио Египат од инвазије коју је покушао да изведе Перидика 321. године п. н. е. и тиме утврдио свој положај владара. Проглашен је за краља 305. године и Птолемеј I Сотер ("спаситељ") је постао родоначелник Птолемејске династије која ће владати Египтом скоро 300 година.
Сви мушки владари из династије су преузимали име Птолемеј. Зато што су Птолемеји преузели обичај да се жене својим рођакама, бројни краљеви су владали заједно са својим женама које су припадале краљевској породици. Било је и пар краљица које су самостално владале попут Беренике III и Беренике IV. Чувена Клеопатра VII је званично владала заједно са својим рођацима Птолемејом XIII Теос Филопатором, Птолемејом XIV и сином Цезарионом односно Птолемејом XV, али је ефективно владала самостално.
Сви Птолемеји су поштовали египатску религију. Подизали су храмове посвећене египатским божанствима, реновирали старије храмове и приказивани су као фараони. Током владавина Птолемеја II и III, хиљаде македонских ветерана је добило земљиште где би живели чиме су се појављивала македонска насеља широм Доњег Египат. Горњи Египат који је био доста удаљен од главног града није био толико насељиван ветеранима. Али, за мање од века, грчки утицај се осећао широм државе и захваљујући мешаним браковима се формирала грчко–египатска образована виша класа. Ипак, Грци су остали привлегована мањина у Птолемејском Египту; живели су по грчком закону, добијали грчко образовање, суђено им је у грчким судовима и били су становници грких градова.

## Култура
Птолемеј I је, вероватно по савету Деметрија Фалеронског, основао Музеум и познату Александријску библиотеку. Музеум је био истраживачки центар чији рад је финансирао краљ. Истраживаче који су радили у њему су плаћали Птолемејски владари, а главни библиотекар је радио и као учитељ принчева. Током првих 150 година Музеум и Библиотека су привлачили најбоље грчке учењаке да долазе да раде у њему зато што су били главни центри знања у том периоду.
Грчка култура је била присутна у Египту и пре освајања Александра Великог и оснивања Александрије. Грчки колонисти, које је подстакао фараон, су на територији Египта још у 7. веку пре нове ере основали град Наукратис. Овај град је дуго био грка лука од изузетног значаја за трговину.

### Уметност
Птолемејска уметност је стварана првенствено на територији Птолемејског краљевства од 304. до 30. године пре нове ере. У почетку, уметничка дела су се правила или у хеленистичком или у египатском стилу, али временом су ови стилови почели да се мешају. Мешање стилова уметности је још један од начина како су владари давали легитимитет својој владавини. Уметност у грчком стилу се правила се правила паралелно са оном у египатском стилу која се теже мењала услед њене правасходно религијске намене. Уметничка дела која су пронађена ван Египта током овог периода су понекад инкорпорирала египатску иконографију.
Током владавине Птолемеја II, Арсиное II је деификована или као самостална богиња или као персонофикације друге богиње. Због овога је добила своја светилишта и фестивале који су били у вези и са египатским и са хеленским боговима, попут египатске Изиде и грчке Хере по угледу на које је представљена.
Упркос сједињавању грких и египатских елемената у средњем Птолемејском периоду, током Птолемејског краљевства је у дизајну храмова био присутан одређен континуитет са стилом из Тридесете династије. Овим су владари показивали оданост египатским божанствима, што је локално становништво чинило задовољним. Стил храмова је остао сличан оном присутном током Новог краљевства и Касног периода. Храмови су били изграђени као модели космичког света. Задржали су све класичне елемнте који су имали и раније, пилон, отворено двориште, хипостилне дворане и централно светилиште. Иконографске сцене су биле окружене текстовима, а било је више исписаних текстова по зидовима у поређењу са храмовима из Новог краљевства. На пример, рељев у храму Ком Омбо је одвојен од осталих приказа са два вертикална стуба текстова.

### Религија
Када је Птолемеј I Сотер постао краљ Египта, направио је ново божанство Сераписа. Ново божанство је настало спајањем два египатска бога, Аписа и Озириса, са главним грким боговима. Серапис је био бог плодности, Сунца, погребне праксе и медицине. Многи Грци и Египћани су почели да обожавају новог бога. Александрија је заменила Мемфис као главни религијски град и у њему је подигнут Серапеум - храм Сераписа. Птолемеј I је промовисао и култ Александра Великог, који је био деификован и постао државно божанство Птолемејског краљевства, а сами Птолемеји су се доводили у везу са Александром.
Жена Птолемеја II, Арсиноја II, је често била приказивана као богиња Афродита, али је носила круну Доњег Египта. Клеопатра VII, последњи владар Птолемејске династије, је приказивана као богиња Изида.
Током Птолемејског периода више се у иконографији не појављује сто са даровима.

## Списак птолемејских владара
- Птолемеј I Сотер (305. п. н. е.-285. п. н. е.) оженио се (вероватно) Теидом, други пут Артакамом, трећи пут Еуридиком Египатском и коначно Береником I
- Птолемеј II Филаделф (285. п. н. е.-246. п. н. е.) оженио се Арсинојом I Египатском, онда Арсинојом II; владао је заједнички са Птолемејем Сином 267. п. н. е.-259. п. н. е.)
- Птолемеј III Еуергет (246. п. н. е.-222. п. н. е.) оженио се Береником II
- Птолемеј IV Филопатор (222. п. н. е.-204. п. н. е.) оженио се Арсинојом III
- Птолемеј V Епифан (204. п. н. е.-180. п. н. е.) оженио се Клеопатром I
- Птолемеј VI Филометор (180. п. н. е.-164. п. н. е., 163. п. н. е.-145. п. н. е.) оженио се Клеопатром II, кратко владао заједно са Птолемејем Еупатором 152. п. н. е.
- Птолемеј VIII Фискон (170. п. н. е.-163. п. н. е., 145. п. н. е.-116. п. н. е.) оженио се Клеопатром II, онда са Клеопатром III ; привремено је протеран из Александрије од стране Клеопатре II између 131. п. н. е. и 127. п. н. е., помирио се с њом 124. п. н. е.
- Клеопатра II (131. п. н. е.-127. п. н. е.), суптостављала се Птолемеју VIII
- Клеопатра III (116. п. н. е.-101. п. н. е.) владала је заједно са Птолемејем IX (116. п. н. е.-107. п. н. е.) и Птолемејем X (107. п. н. е.-101. п. н. е.)
- Птолемеј IX Латир (116. п. н. е.-107. п. н. е., 88. п. н. е.-81. п. н. е. оженио се Клеопатром IV онда Клеопатром Селеном I. Заједно влада са Клеопатром III током прве владавине
- Птолемеј X Александар I (107. п. н. е.-88. п. н. е.) оженио се Клеопатром Селеном, онда са Береником III; заједнички влада са Клеопатром III до 101. п. н. е.
- Береника III Филопатор (81. п. н. е.-80. п. н. е.)
- Птолемеј XI Александар II (80. п. н. е.) оженио се и заједнички владао са Береником III пре него што ју је убио; владао је само 19 дана после тога.
- Птолемеј XII Аулет (80. п. н. е.-58. п. н. е., 55. п. н. е.-51. п. н. е.) оженио се Клеопатром V
- Клеопатра V (58. п. н. е.-57. п. н. е.) владала је заједнички са Береником IV (58. п. н. е.-55. п. н. е.)
- Клеопатра VII (51. п. н. е.-30. п. н. е.) заједнички је владала са Птолемејем XIII (51. п. н. е.-47. п. н. е.), са Птолемејем XIV (47. п. н. е.-44. п. н. е.) и Птолемејем XV Цезарионом (44. п. н. е.-30. п. н. е.)